# لامبورغيني إيسبادا
لامبورغيني إيسبادا (بالإنجليزية: Lamborghini Espada)‏هي سيارة سياحية كبرى تم إنتاجها من قبل شركة لامبورغيني.